# سوپرپلیس
سوپرپلیس (به انگلیسی: Super Fuzz) فیلمی است محصول سال ۱۹۸۰ و به کارگردانی سرجو کوربوچی است. در این فیلم بازیگرانی همچون ترنس هیل، ارنست بورگناین و جوآن درو ایفای نقش کرده‌اند.